# No Surrender 2011
No Surrender 2011 è stata la settima edizione del pay-per-view prodotto dalla Total Nonstop Action Wrestling (TNA). L'evento ha avuto luogo il 11 settembre 2011 presso l'Impact Zone di Orlando in Florida e vi si sono svolte le semifinali e finali del torneo Bound for Glory Series.

## Risultati
| # | Match                                                                               | Stipulazioni                                                                                 | Durata |
| - | ----------------------------------------------------------------------------------- | -------------------------------------------------------------------------------------------- | ------ |
| 1 | Jesse Sorensen ha sconfitto Kid Kash                                                | Single match per determinare il contendente numero uno al titolo TNA X Division Championship | 07:55  |
| 2 | Bully Ray ha sconfitto James Storm per squalifica                                   | Single match per le Bound for Glory Series                                                   | 11:48  |
| 3 | Winter ha sconfitto Mickie James (c)                                                | Single match per il titolo TNA Women's Knockout Championship                                 | 08:38  |
| 4 | Mexican America (Anarquia ed Hernandez) (c) hanno sconfitto D'Angelo Dinero e Devon | Tag team match per il titolo TNA World Tag Team Championship                                 | 09:45  |
| 5 | Matt Morgan ha sconfitto Samoa Joe                                                  | Single match                                                                                 | 11:35  |
| 6 | Bobby Roode ha sconfitto Gunner per sottomissione                                   | Single match per le Bound for Glory Series                                                   | 11:58  |
| 7 | Austin Aries ha sconfitto Brian Kendrick (c)                                        | Single match per il titolo TNA X Division Championship                                       | 13:24  |
| 8 | Bobby Roode ha sconfitto Bully Ray                                                  | Finale del Bound for Glory Series                                                            | 12:30  |
| 9 | Kurt Angle (c) ha sconfitto Sting e Mr. Anderson                                    | Three-way match per il titolo TNA World Heavyweight Championship                             | 15:28  |
|   | (c) = campione in carica al momento dell'inizio del match.                          |                                                                                              |        |